# Bernd Fix

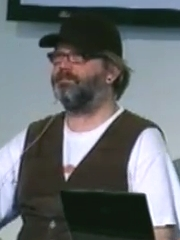
Auf dem 24C3 in Berlin (2007)

Bernd Fix (* 19. März 1962 in Wittingen) ist ein deutscher Hacker und Experte für Computersicherheit.

## Leben
Nach dem Abitur am Gymnasium Hankensbüttel im Jahr 1981 studierte Bernd Fix Astrophysik und Philosophie an den Universitäten Göttingen und Heidelberg und schloss das Studium 1989 als Diplom-Physiker mit einer Arbeit in theoretischer Astrophysik ab.
Fix trat 1986 dem Chaos Computer Club in Hamburg bei und begann mit Arbeiten zur Computersicherheit, speziell im Bereich der Computerviren. Ende 1986 wurde das von Fix geschriebene Virus Rushhour in Die Datenschleuder #17 veröffentlicht. Weitere Ergebnisse seiner Forschungen flossen unter anderem in Das große Computer-Viren Buch von Ralf Burger ein.
Mitte 1987 entwickelte er eine Methode, das Vienna-Virus zu neutralisieren, und programmierte dazu die erste öffentlich dokumentierte Antivirus-Software weltweit. Das Tool wird häufig als das erste Antivirusprogramm der Welt bezeichnet. Das ist aber nicht korrekt. Es gab schon zuvor andere derartige Programme, z. B. Master Create aus dem Jahr 1983, zum Entfernen des Bootsektorvirus Elk Cloner. Bereits 1972 wurde das Programm Reaper verwendet, um einen Netzwerkwurm im Arpanet zu bekämpfen, von dem die Öffentlichkeit aber kaum Notiz nahm.
Fix ist auch der Autor verschiedener Forschungsviren, unter anderem des VP370 für IBM-Großrechner. Der VP370-Quellcode wurde 1988 angeblich vom Bundesnachrichtendienst entwendet und im Rahmen des „Projekt Rahab“ für Angriffe auf Ostblock- und NATO-Großrechner verwendet.
Von 1987 bis 1989 war Bernd Fix einer der Sprecher des Chaos Computer Clubs und Mitautor der Hackerbibel 2. Nach dem Tod seines Freundes Wau Holland im Jahr 2001, der zu den Gründern des Chaos Computer Clubs zählte, half Fix, die Wau Holland Stiftung einzurichten, und fungiert seitdem als Mitglied des Stiftungsvorstandes.
Von 1998 bis 2013 lebte und arbeitete Bernd Fix in der Schweiz; zurzeit wohnt er in Berlin.